# Aghiles Slimani
Pour les articles homonymes, voir Slimani.
Aghiles Slimani, né le 20 août 1982, est un nageur algérien.

## Carrière
Médaillé de bronze sur 200 mètres nage libre aux Championnats d'Afrique de natation 2002 au Caire, Aghiles Slimani est médaillé d'or du relais 4 × 100 m nage libre, médaillé d'argent du relais 4 × 200 m nage libre et médaillé de bronze du relais 4 × 100 m quatre nages aux Jeux africains de 2003 à Abuja.
Il remporte aux Jeux panarabes de 2007 au Caire la médaille d'argent sur 200 mètres papillon et la médaille d'or du relais 4 × 100 m quatre nages.